# تاریخچه ورزش کشتی

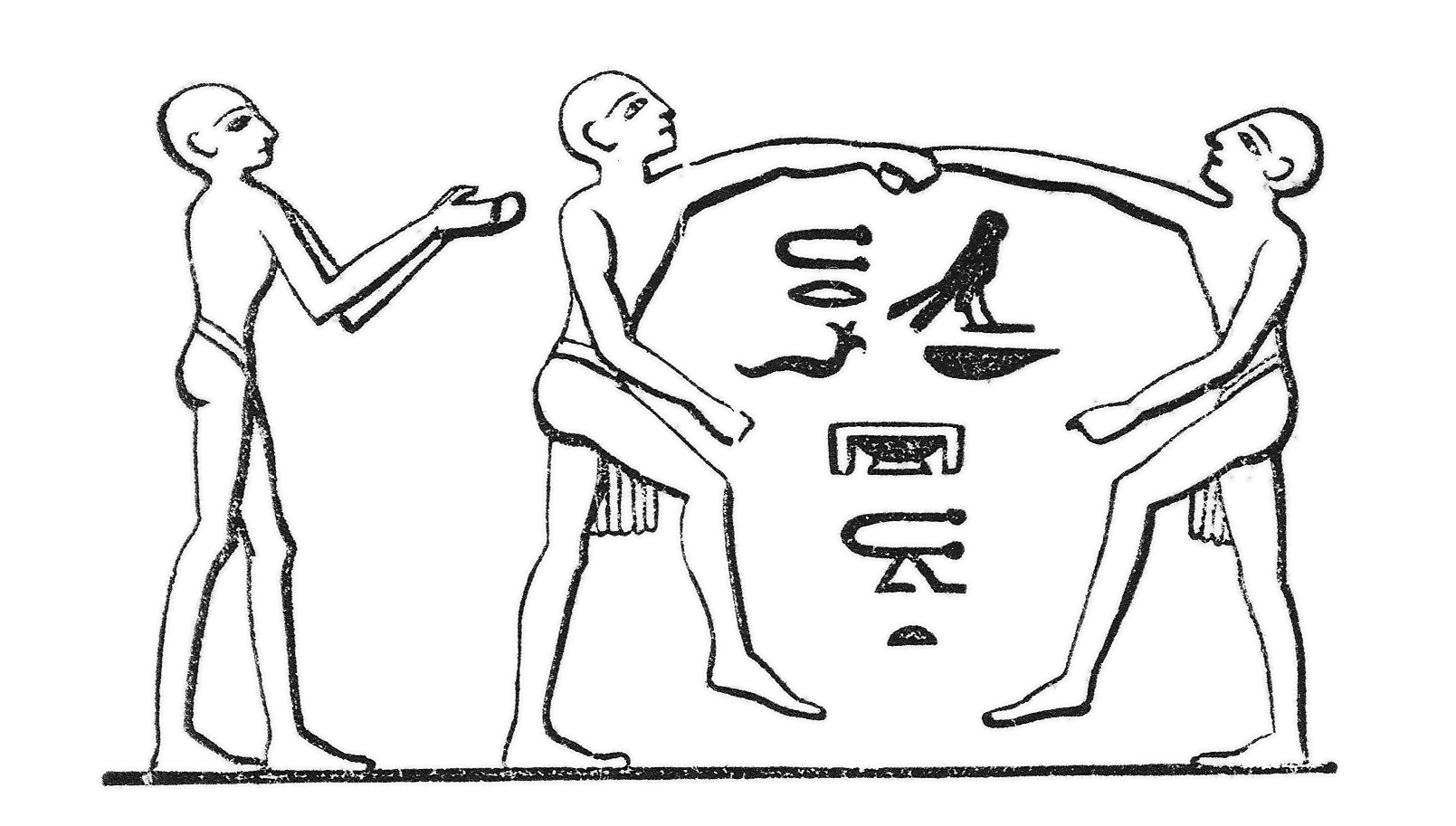
کشتی در مصر باستان.

کُشتی و ورزش‌های گلاویز شدنی تاریخچه‌ای طولانی و پیچیده دارند که به دوران ماقبل تاریخ کشیده می‌رسد. بسیاری از اشکال سنتی این ورزش همچنان باقی مانده‌اند که تحت عنوان کشتی‌های محلی تقسیم‌بندی می‌شوند. سیستم‌های رسمی‌تری در اشکال مختلف هنرهای رزمی در سرتاسر جهان تدوین شده‌اند، که در آن‌ها تکنیک‌های گلاویز شدن زیرمجموعه قابل‌توجهی از روش‌های مبارزهٔ غیرمسلح را تشکیل می‌دهند (و گاه با تکنیک‌های ضربتی تکمیل می‌شوند).
تاریخ کُشتی مدرن با افزایش محبوبیت این ورزش در قرن نوزدهم میلادی آغاز شد که منجر به توسعه ورزش مدرن کشتی فرنگی در قاره اروپا و کشتی آزاد و کشتی دانشگاهی (کالج) به ترتیب در بریتانیا و ایالات متحده شد. این ورزش‌ها در آغاز قرن بیستم میلادی از محبوبیت زیادی برخوردار بودند. در دهه ۱۹۲۰، کشتی نمایشی (کشتی کچ) که اکنون به عنوان کشتی حرفه‌ای شناخته می‌شود، به عنوان یک نوع سرگرمی ورزشی، از شاخهٔ اصلی کشتی‌های ورزشی و رقابتی، که گاه به عنوان کشتی آماتور شناخته می‌شوند، جدا شد.

## دوران باستان

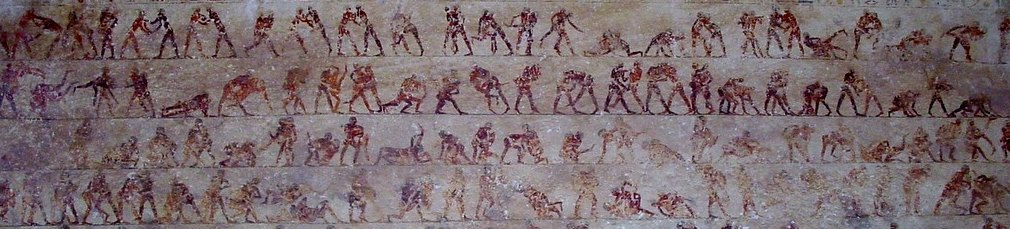
جزئیات صحنه‌های کشتی در مقبره شماره پانزده (باکت سوم) در بنی حسن، مصر.

کشتی به عنوان یک نوع مبارزه ساختگی و رفتار نمایشی در بین جنسیت نر، ریشه‌های انسان‌شناختی دارد و در اپ‌های بزرگ (که از لحاظ تکاملی به آدمی نزدیک هستند) نیز دیده می‌شود. منتهی تاریخچهٔ مستند ورزش کشتی لزوماً تا تاریخی قابل بازیابی است که تصویرهای باستانی بر جای مانده باشند. قدیمی‌ترین نقشینه‌های کشتی به ۱۵۰۰۰ تا ۲۰۰۰۰ سال قبل بازمی‌گردد که در جنوب فرانسه یافت شده است. نقاشی‌های غار در استان بایان‌خونگور در مغولستان، که قدمت آن به عصر نوسنگی و ۷۰۰۰ سال قبل از میلاد برمی‌گردد، درگیری دو مرد برهنه و احاطه شده توسط جمعیت را نشان می‌دهد. در میانرودان (بین‌النهرین) باستان، نقاشی‌هایی از کشتی با کمربند از زمان‌های باستان رایج بود. حکاکی بر روی تخته سنگی که سه جفت کشتی‌گیر را نشان می‌دهد مربوط به حدود ۳۰۰۰ سال قبل از میلاد مسیح نیز در دست است. یک مجسمه برنز ریختگری شده (شاید پایه یک گلدان) در خفاجی در عراق امروزی پیدا شده است که دو فرد را در حال کشتی نشان می‌دهد و این تصویر مربوط به حدود ۲۶۰۰ سال قبل از میلاد است. این مجسمه یکی از قدیمی‌ترین تصاویر ورزشی دنیاست و در موزه ملی عراق نگهداری می‌شود.

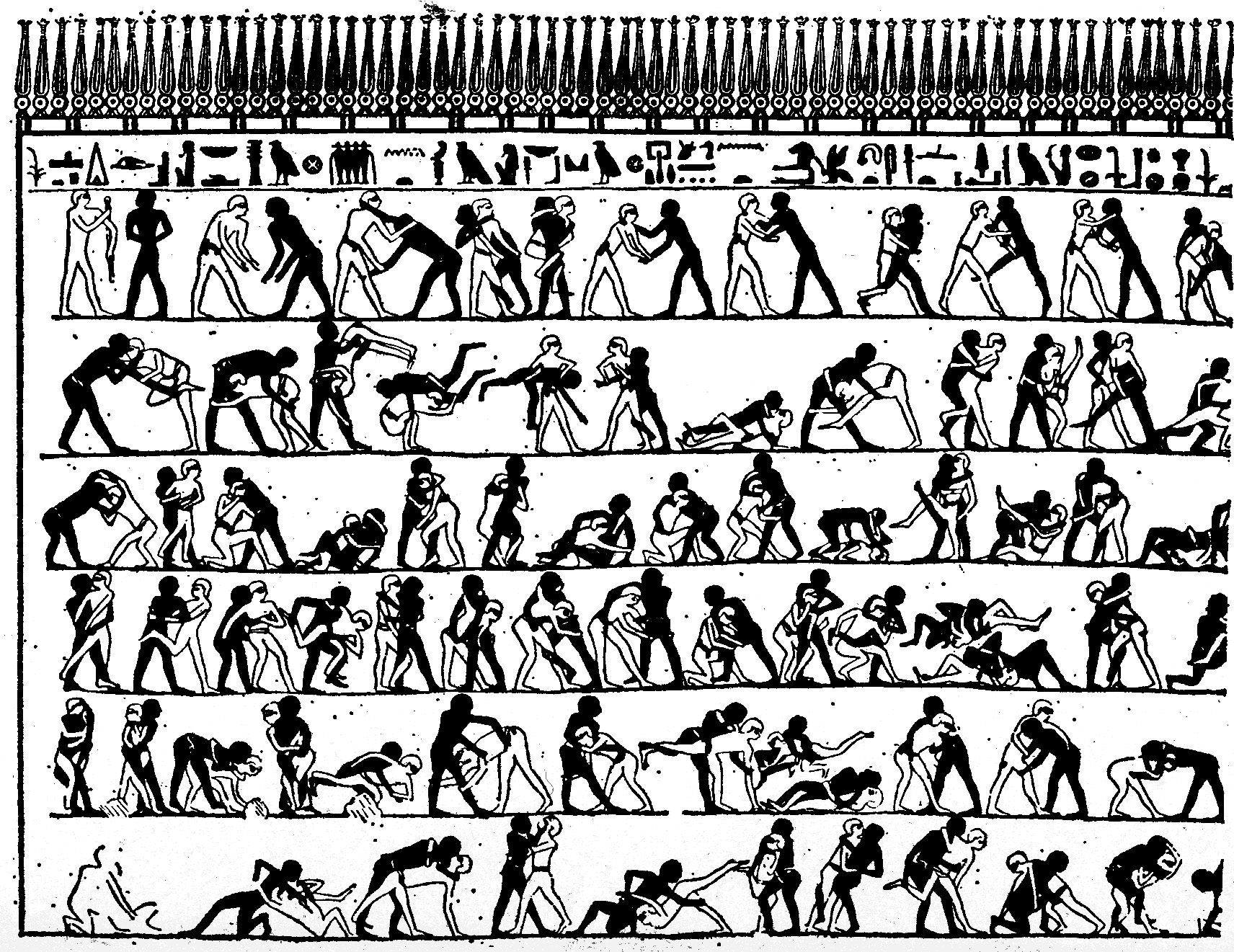
یک نقاشی دیواری بر آرامگاه حجره‌ای در مصر باستان، درون مقبره باکت سوم مربوط به حدود ۲۰۰۰ سال قبل از میلاد. کشتی‌گیران را در حال ورزش نشان می‌دهد و متعاقباً یک هنر رزمی باستانی بسیار توسعه یافته را به نمایش می‌گذارد، حاوی برخی مانورهای متمایز است که می‌توان آن را در قالب پرتاب جودوی امروزی توصیف کرد. تکنیک‌هایی همچون زیرگیری آزاد و دو خم، تکنیک‌های سامبو و بی‌جی‌جی قابل بازشناسی است.

به تصویر کشیدن ورزش‌های رزمی در مصر در زمان مقبره‌های ماستبای سلسله پنجم در سقاره، حدود ۲۴۰۰ سال قبل از میلاد، آغاز شده بود. در مقبره نیانخخنوم و خنومهوتپ، که خادمان پادشاه نیوسرع بودند، شش جفت پسر رسم شده‌اند که در حال کشتی گرفتن هستند.  یکی دیگر از شواهد اولیه کشتی در مصر دوران سلسله‌های یازده و دوازدهم، در بنی حسن (۲۰۰۰ قبل از میلاد) ظاهر شده، جایی که صحنه‌های کشتی در چندین مقبره برای پوشاندن قسمت وسیعی از یک دیوار ترسیم شده‌اند. در طول دوره پادشاهی نوین (۱۵۵۰–۱۰۷۰ قبل از میلاد)، آثار هنری مصری (اغلب بر روی حاشیه‌ها)، کشتی‌گیران مصری و نوبیایی را در حال رقابت به تصویر می‌کشیدند. کارول به شباهت‌های قابل توجهی بین این تصاویر باستانی و کشتی‌گیران نوبا اشاره می‌کند. روی ۴۰۶ جفت نقش کشتی‌گیران که در مقبره‌های پادشاهی میانه در بنی حسن در دره نیل یافت شد، تقریباً تمام تکنیک‌هایی که در کشتی آزاد مدرن دیده می‌شوند، یافت می‌شوند.
توصیف متنی کشتی از زمانی آغاز می‌شود که در متون کلاسیک باستانی، به ویژه حماسه‌های یونانی و سانسکریت، نام کشتی به میان می‌آید. ماهابهاراتا رویارویی بین کشتی‌گیران برجسته‌ای همچون بهیم و جاراساندها را توصیف می‌کند.
شوآی جیائو یک سبک کشتی افسانه‌ای از دوران چین باستان است که امپراتور زرد، در طول درگیری‌هایش با شورش چی یو و در نبرد تشولو، از آن استفاده کرد. این سبک اولیه مبارزه برای اولین بار جیائو دی (به معنی شاخ زدن) نامیده شد.

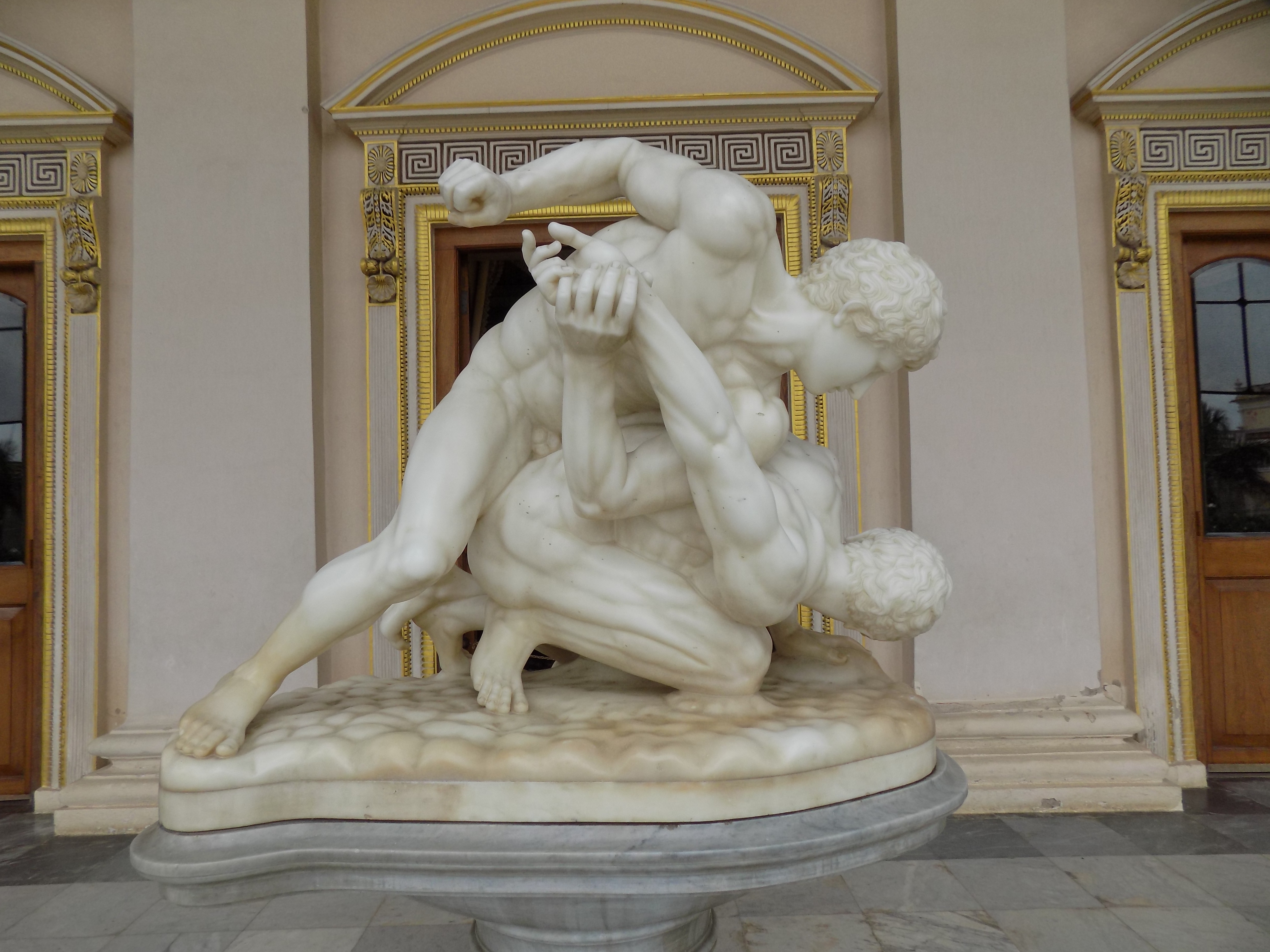
مجسمه کشتی یونانی-رومی باستانی.

کشتی یونانی یک شکل محبوب از هنرهای رزمی بود که در آن امتیاز به کسی تعلق می‌گرفت که پشت رقیب را به زمین می‌زد یا رقیب را مجبور به خروج از محدوده (زمین) می‌کرد. سه بار زمین‌خوردن، بازنده را مشخص می‌کرد. این ورزش حداقل از هجدهمین المپیاد، در سال ۷۰۴ پیش از میلاد، به عنوان یک ورزش مطرح بود. کشتی در اولین آثار مشهور ادبیات یونان، ایلیاد و اُدیسه هم توصیف شده است. کشتی گیران همچنین بر روی بسیاری از گلدان‌ها، مجسمه‌ها و سکه‌ها و همچنین در اشکال دیگر ادبیات نیز به تصویر کشیده شده‌اند. فرهنگ‌های دیگر کشتی را در جشن‌های سلطنتی یا مذهبی نشان می‌دادند، اما یونانیان باستان ورزش کشتی خود را به عنوان بخشی از مسابقاتی که در آن یک برنده از میان گروهی از رقبا بیرون می‌آمد، سازمان‌دهی می‌کردند. گزارش‌های سنتی یونان متأخر حتی می‌گویند افلاطون به کشتی گرفتن در بازی‌های ایستمی شهره بود.
این امر تا دوره هلنیستی ادامه یافت. بطلمیوس دوم و بطلمیوس سوم مصری هر دو در تصاویر هنری، به عنوان کشتی گیران پیروز به تصویر کشیده شده‌اند. پس از غلبه رومیان بر یونانیان، کشتی یونانی توسط فرهنگ رومی پذیرفته شد و در دوره امپراتوری روم (۵۱۰ قبل از میلاد تا ۵۰۰ پس از میلاد) به کشتی رومی بدل شد. به گفته مورخان درباری، در قرن هشتم میلادی باسیل اول، امپراتور بیزانس، در کشتی در برابر کشتی‌گیر مغرور بلغاری پیروز شد.

## تاریخ معاصر

### توسعه کشتی مُدرن
سبک کشتی عامیانه لنکاشیری ممکن است مبنایی برای کشتی کچ بوده باشد؛ زیرا به آن "Catch as Catch Can" نیز می‌گفتند. اسکاتلندی‌ها و ایرلندی‌ها نیز بعدها کشتی‌های محلی خود را بر این اساس به وجود آوردند که کشتی محلی ایرلندی به ایالات متحده نیز راه یافت.
کشتی به عنوان یک ورزش مدرن در قرن نوزدهم از سنت‌های کشتی محلی شکل گرفت و در قالب دو سبک رقابتی منظم، کشتی آزاد و کشتی فرنگی (به ترتیب بر اساس سنت بریتانیا و اروپا) ظهور یافت. اکنون به این دو سبک «کشتی آماتور» هم می‌گویند و از آغاز بازی‌های المپیک مدرن، جزئی از این مسابقات نیز بوده است.
سنت ترکیب کشتی و نمایش از دهه ۱۸۳۰ فرانسه سرچشمه می‌گیرد؛ زمانی که شومن‌ها کشتی‌گیران را با نام‌هایی مانند «ادوارد، فولادخوار»، «گوستاو دوآوینون، استخوان شکن» یا «بونه، ورزای کوه‌های آلپ سفلی» معرفی می‌کردند و اینچنین جمعیت مردم را به چالش می‌کشیدند تا با پرداخت قیمت ۵۰۰ فرانک کشتی‌گیران را سرنگون کنند. در سال ۱۸۴۸، ژان اکسبرویات، شومن فرانسوی، اولین گروه سیرک کشتی گیران مدرن را تشکیل داد و قانونی گذاشت که نباید به نیم تنهٔ زیر کمر حریف دست زد. این سبک جدید تحت نام کشتی یونانی-رومی، کشتی کلاسیک یا کشتی فرانسوی، به زودی به بقیه اروپا، اتریش-مجارستان، ایتالیا، دانمارک و روسیه گسترش یافت.